# 1954年12月飓风爱丽丝
飓风爱丽丝（英語：Hurricane Alice）是有纪录以来唯一的跨年大西洋飓风，也是除2005年热带风暴泽塔外唯一获命名的跨年北大西洋热带气旋。1954年12月30日，中大西洋的低压槽因外界环境异常有利而发展成热带气旋，此时距1954年大西洋飓风季正式时段结束已经过去整整一个月，但爱丽丝仍属该季第十二场热带风暴和第八场飓风。风暴朝西南移动并逐渐增强，达到飓风强度。1955年1月2日经过背风群岛后，爱丽丝达到风力时速150公里的最高强度，然后转向东南并因外界冷空气影响而减弱，最终于1月6日在加勒比海东南部上空消散。
爱丽丝从多个岛屿经过，沿途降下暴雨并产生中等强度风力。萨巴和安圭拉所受影响最为严重，损失总额达到62万3500美元。1954年6月已经有一场飓风以“爱丽丝”命名，但美国国家气象局在实际操作中因缺乏足够数据而到1955年1月2日才宣布气旋成为飓风，因此是这年初才以“爱丽丝”命名。重新分析数据后，气象机构认定风暴是在1954年形成，导致一年飓风季出现两个同名热带气旋。

## 气象历史
1954年12月23日，美国东岸有一股冷锋朝东南方向移动，于两天后经过百慕大上空。冷锋后方发展出强烈反气旋，低压槽于12月26日从冷锋中向南面延伸。反气旋朝东南方向前进，同时低压槽和冷锋向东移动。受高气压影响，上层东向气流转向，低压槽的前进速度逐渐放缓。低压槽进入水温相对较高（比正常水平约高1°C）的海域，其北半部沿线开始发展出环流，然后上空的对流增多并开始显现热带天气系统特征。天气系统在向西移动期间继续组织，有三艘船只的观测报告确认其中已形成闭合环流，气象部门估计系统于12月31日在小安的列斯群岛巴布达岛东北偏东方向约1245公里洋面成为热带低气压。
受北侧的狭窄高压脊影响，气旋朝西南偏西方向移动。由于高压槽令冷空气无法进入中大西洋，低气压所在海域的大气环境对于这个时节来说异常有利，直接观测结果表明气旋在12月30日晚增强成热带风暴。接下来几天里直接观测获得的风暴数据很少，估计气旋于12月31日在巴布达岛东北偏东方向约770公里洋面强化成飓风。1955年1月1日，行进至距爱丽丝中心不到16公里的船只测得飓风强度狂风和987毫巴（百帕）的气压值。美国国家气象局驻圣胡安办事处根据上述报告及另外多艘船只的报告确定天气系统属于热带气旋。飓风继续向西北移动，从圣马丁岛和圣巴泰勒米之间经过后于1月2日进入加勒比海，部分风眼墙从圣马丁岛和萨巴上空经过。受灾岛屿上所测风速接近飓风标准，气象机构因此发布信息公告，将位于加勒比海北部的气旋归类为飓风并以“爱丽丝”（Alice）命名。风暴规模自始至终都很小，直径仅有约95公里。
1月3日，飓风猎人侦察机在飞入爱丽丝后测得时速95至105公里的大风，并且确认其核心为暖芯。估计风暴接下来在加勒比海朝西南方向移动并继续增强，在蒙塞拉特岛西北偏西方向约150公里海域达到持续风速每小时150公里的最高强度。接近最高强度时，爱丽丝的对流围绕风眼呈现环状。飓风在最高强度下约保持有24小时，然后因北面的冷空气影响而减弱。1月3日，百慕大以北有温带天气系统发展，导致爱丽丝北侧的高气压系统减弱，气流回转进入加勒比海，形成寒冷的西北风。飓风于1月4日转向东南，不久就减弱成热带风暴。对流结构渐趋混乱，气旋于1月5日进一步弱化成热带低气压，最终于1月6日在格林纳达西北偏西方向约160公里海域完全消散。

## 影响、命名和纪录

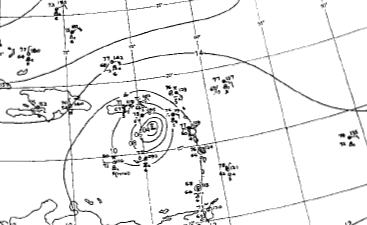
1955年1月3日飓风爱丽丝的地面天气分析图

确认飓风存在后，美国国家气象局驻圣胡安办事处向小安的列斯群岛北部发出警报，准备应对狂风巨浪的袭击。爱丽丝在沿途多个岛屿产生中等至高强度风力，其中圣巴泰勒米的最强风速为每小时130公里，萨巴也达到每小时120公里。风暴还在多个岛上降下中到大雨，降水最多的萨巴还以286毫巴刷新48小时雨量纪录。气旋规模较小，所以只有少量岛屿受到显著影响。圣巴泰勒米、萨巴、安圭拉、圣尤斯特歇斯和圣基茨岛都受到飓风破坏，损失总额约为62万3500美元（1955年美元）。所有岛屿以萨巴和安圭拉灾情最为严重，其中大部分是航运设施和农作物受损。此外，安圭位还有626套房屋不是被毁便是严重受创。大部分破坏都是由暴雨和大浪引起，狂风直接导致的损失很少。飓风爱丽丝对多个受灾小岛的经济活动造成极大不便。此外，风暴的外围雨带也产生降水，有助于缓解波多黎各从1954年10月开始的持续旱情。整场风暴没有造成人员丧生。
爱丽丝于12月30日成型，但由于此时气象卫星尚未面世，气象学家只能依靠船只和地面观测来判断风暴位置和移动路线。这些观测数据往往较为简略，单以1954年为例，就有两场强度达到萨菲尔-辛普森飓风等级下二级飓风标准的热带气旋当时未被发现。气象机构直到1955年1月2日才正式确认爱丽丝属热带气旋，此时美国国家气象局每年都是用同样的名单为风暴命名，其中第一个名字就是“爱丽丝”，所以当时的实际操作认为气旋是1955年大西洋飓风季的首场风暴。经过之后的重新分析，气象部门认定爱丽丝实际上是在1954年12月30日成型，所以应该是1954年飓风季的最后一场风暴。1954年6月形成的飓风已经用“爱丽丝”命名，所以上述情况也就导致同一季中有两场风暴同名。如果气旋是在1954年结束前发现并命名，其名称应该是“艾琳”（Irene）。为了避免同1954年6月的风暴混淆，部分报导把12月底的风暴称为“爱丽丝二号”（Alice2）。
爱丽丝是有纪录以来自然年中形成日期最晚的北大西洋热带气旋，形成时间比2005年的热带风暴泽塔还要早六小时。截至2019年，大西洋盆地有记载的12月热带气旋仅有八个，爱丽丝便是其中之一，也是有纪录以来最强烈的一月大西洋热带气旋（只出现过六个）。此外，爱丽丝还是唯一的跨年大西洋飓风，也是除热带风暴泽塔外仅有的跨年北大西洋热带气旋。